# Wybory prezydenckie w Egipcie w 2014 roku
Wybory prezydenckie w Egipcie w 2014 roku odbyły się w dniach 26-28 maja. Było to przedterminowe głosowanie po zamach stanu z 3 lipca 2013, kiedy od władzy odsunięto islamistę Muhammada Mursiego. Wybory zdecydowanie wygrał marszałek Abd al-Fattah as-Sisi, który przewodził lipcowemu przewrotowi.

## Tło
Rewolucji na Placu Tahrir z przełomu stycznia i lutego 2011 obaliła Husni Mubaraka, władającego Egiptem przez 30 lat. W czasach transformacji władza spoczywała w rękach zwierzchnika Najwyższej Rady Sił Zbrojnych - Muhammada Husajna Tantawiego. Junta wojskowa rozwiązała parlament i zawiesiła konstytucję. Na jesień 2011 rozpisano wybory parlamentarne, które rozpoczęły się ostatecznie 28 listopada 2011 i trwały w kilku fazach. Wybory do Zgromadzenia Ludowego, które trwały do 11 stycznia 2012, wygrała Partię Wolności i Sprawiedliwości, będącym politycznym ciałem Bractwa Muzułmańskiego, z 37,5% poparciem. Także elekcję do Rady Szury, przeprowadzone w dniach 29 stycznia - 22 lutego 2012 zdecydowanie wygrali islamiści, uzyskując 45% głosów. Na drugim miejscu plasowali się salafici z Partii Światła (An-Nur).
Pierwsze wolne, demokratyczne wybory prezydenckie odbyły się wiosną 2012. Pierwszą turę głosowania przeprowadzoną w dniach 23–24 maja 2012 wygrał kandydat Partii Wolności i Sprawiedliwości Muhammad Mursi (24,78%), wyprzedzając nieznacznie niezależnego kandydata Ahmada Szafika (23,66%), byłego premiera z czasów administracji Mubaraka. W drugiej turze głosowania w dniach 16-17 czerwca 2012 Mursi pokonał Szafika, uzyskawszy 51,73%% głosów. Pierwszego demokratycznie wybranego prezydenta w historii Egiptu zaprzysiężono 30 czerwca 2012.
Rządy Mursiego charakteryzowały się zapędami autorytarnymi. W wydanych dekretach z 22 listopada 2012, znacznie poszerzył prezydenckie prerogatywy. Decyzja ta wywołała fal krytyki wśród opozycji i spowodowała nowe protesty społeczne. Prezydent Mursi był również krytykowany za nowy konserwatywny i islamistyczny projekt konstytucji, przyjęty w referendum narodowym, co oznaczało ponowny sukces islamistów. W trakcie głosowania odnotowano 4000 przypadków naruszania ordynacji wyborczej, jednak nie wpłynęło to na wynik głosowania. Projekt konstytucji został zatwierdzony przez parlament i ratyfikowany przez prezydenta 25 grudnia 2012. Podczas jego rządów dochodziło notorycznie do protestów ulicznych, a sytuacja polityczna była daleka od stabilnej.
Doprowadziło to do odsunięcia go od władzy przez wojsko w dniu 3 lipca 2013. Tymczasowym prezydentem został Adli Mansur, jednak faktyczna władza spoczywała w rękach dowódcy puczu - Abd al-Fattaha as-Sisiego. W wyniku kryzysu politycznego i zamachu stanu junta wojskowa zawiesiła konstytucję uchwaloną 25 grudnia 2012. W związku z odsunięciem od władzy Bractwa Muzułmańskiego, nowe władze z tymczasowym prezydentem Adli Mansurem ogłosiły plan zmiany konstytucji przez dwie komisje prawne. Po nowelizacji konstytucji została ona poddana referendum, które odbyło się w dniach 14-15 stycznia 2014. 
Zamach stanu doprowadził do konfliktu wewnętrznego w kraju między zwolennikami i przeciwnikami Bractwa Muzułmańskiego. Punktem kulminacyjnym tego konfliktu była masakra w Kaiarze z 14 sierpnia 2013, kiedy to siły bezpieczeństwa spacyfikowały obozy zwolenników Bractwa Muzułmańskiego przed meczetem Rabi’a al-Adawijja i na Placu An-Nahda. W pacyfikacji śmierć poniosło 638 osób, z czego 595 to cywile, a 4. tys. osób zostało rannych. Masakra ta wywołała kolejne krwawe starcia między stronami, które przyniosły kolejne setki ofiar. W okresie od 14 do 18 sierpnia 2013 z powodu użycia przez siły bezpieczeństwa w Egipcie życie straciło łącznie 1089 osób.
W wynika walk, między stronnikami i przeciwnikami islamistów, 23 września 2013 egipski sąd zakazał działalności Bractwu Muzułmańskiemu w kraju, konfiskując wcześniej zamrożone aktywa organizacji, z kolei 8 października 2013 rząd usunął Stowarzyszenie Braci Muzułmanów z rejestru organizacji pozarządowych. Wywołała to falę radykalizmu islamskiego i ekstremizmu. Po zamachu w Al-Mansurze z 24 grudnia 2013, rząd egipski uznał Bractwo Muzułmańskie za organizację terrorystyczną. W międzyczasie na Synaju, wojsko toczyło operację przeciwko islamskim bojkom, które uaktywniły się w czasach chaosu w państwie.
Po uchwaleniu nowej konstytucji w dniu 18 stycznia 2014, rozpisano wybory prezydenckie na 26 i 27 maja 2014. 26 marca 2014, Abd al-Fattah as-Sisi, ogłosił rezygnację z zajmowanych stanowisk i oficjalnie ogłosił zamiar ubiegania się o prezydenturę. Wcześniej, bo 27 stycznia 2014 został awansowany na marszałka. Rejestracja kandydatów do wyborów prezydenckich, rozpoczęła się 30 marca 2014 i trwała do 20 kwietnia 2014. 15 kwietnia 2014, sąd zakazał rejestracji kandydatom związanym z Bractwem Muzułmańskim. Ponadto m.in. salaficka Partia Światła (An-Nur), nie zgłosiła swojego kandydata, a tacy politycy jak Amr Musa czy p.o. prezydenta ogłosili, iż nie będą kandydować. Wobec tego zarejestrowało się jedynie dwóch kandydatów - marszałek as-Sisi oraz lewicowy kandydat Hamdin Sabahi.

## Przebieg wyborów i wyniki

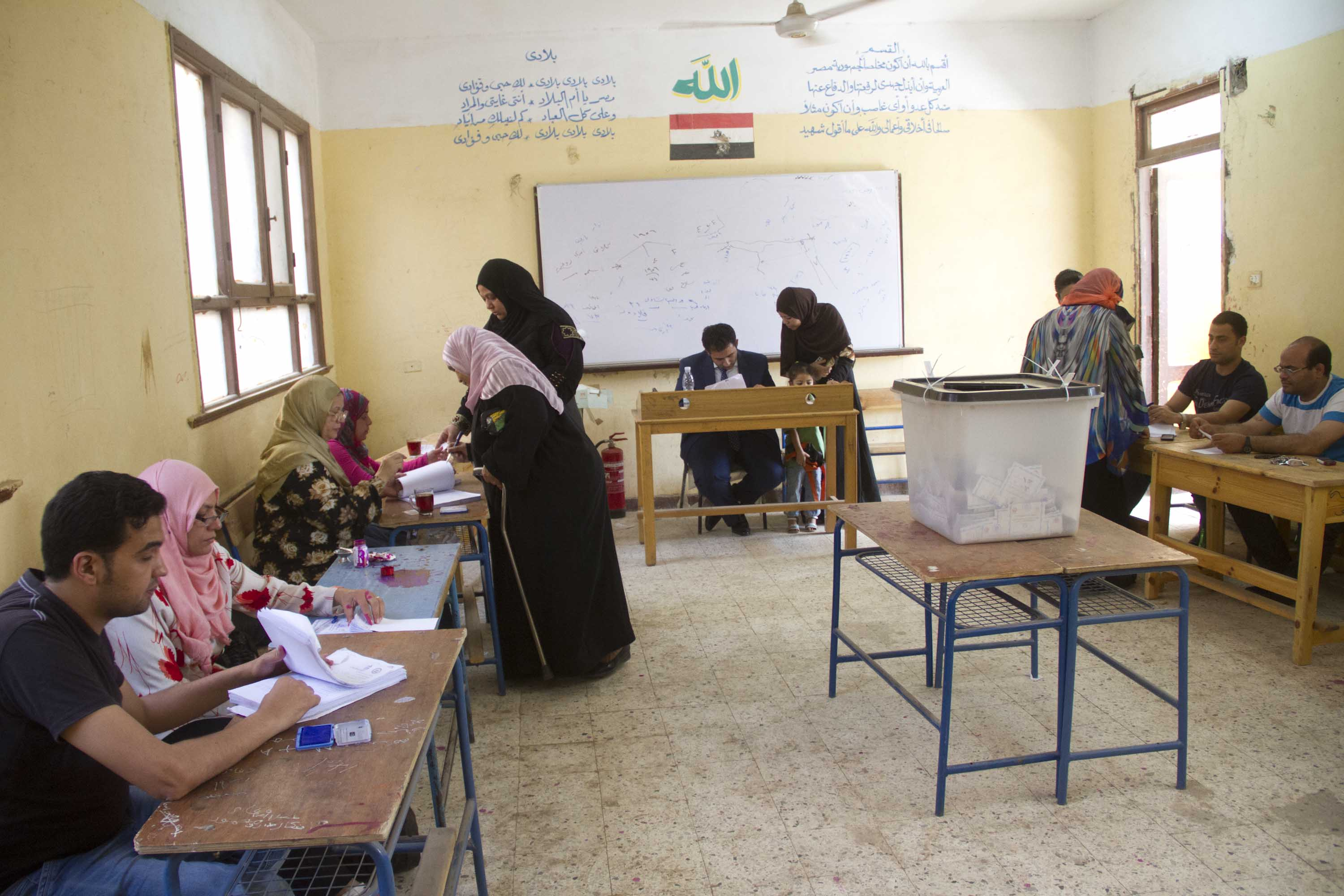
Głosowanie w Kairze w dniu 27 maja 2014

Wybory były monitorowane przez szereg organizacji międzynarodowych m.in. w Egipcie przebywali obserwatorzy z Unii Afrykańskiej, Ligi Państw Arabskich, Wspólnego Rynku Afryki Wschodniej i Południowej oraz Unii Europejskiej. Głosowanie zaplanowane pierwotnie na dwa dni zostało przedłużone o jeden dzień z powodu niskiej frekwencji. Uprawnionych do głosowania było 53 909 306 osób, z czego do urn wyborczych poszło 25 744 130, w tym 1 028 000 głosów było nieważnych. Tak więc frekwencja wyborcza wyniosła 47,7%.
| Kandydat              | Głosy      | %     |
| --------------------- | ---------- | ----- |
| Abd al-Fattah as-Sisi | 23 965 560 | 96,9% |
| Hamdin Sabahi         | 754 757    | 3,1%  |
| Źródło:               |            |       |

Hamadin Sabahi uznał zwycięstwo marszałka as-Sisiego, jednakże skrytykował wydłużenie głosowania o jeden dzień. W jego ocenie doprowadziło to do wypaczenia woli narodu. Na znak protestu przeciwko wydłużeniu wyborów jego sztab wyborczy podjął decyzję o wycofaniu przedstawicieli z komisji wyborczych.